# Месихи (азербайджанский поэт)
Рукнеддин Масуд Месихи (азерб. مسیحی, Rüknəddin Məsud Məsihi; 1579/80, Кашан — 1655/6) — азербайджанский поэт, музыкант, учёный и врач XVII века, автор трёх поэм и многочисленных лирических стихотворений, общий объём которых, по утверждению современников, достигал почти ста тысяч двустиший.

## Жизнь и творчество
Месихи родился в 1580 году (или же в 1579), как пишет азербайджанский исследователь А. Сумбатзаде, в городе Кашан в азербайджанской семье. Отец Месихи был врачом из Тебриза. На родном языке Месихи создал три поэмы, из которых сохранилась лишь поэма (масневи) «Варга и Гюльша». О двух других — «Дане ве дам» («Зерно и силок») и «Замбур ва асал» («Пчела и мёд») имеется лишь упоминание. По словам А. Сумбатзаде, кроме этих произведений Месихи написал на азербайджанском и персидском языках до 100 тысяч бейтов.
Поэма «Варга и Гюльша», написанная в 1628—1629 гг. на азербайджанском языке, посвящена любви Варги и Гюльши и выпавшим на их долю тяжелым испытаниям. «Варга и Гюльша», написанная в аспекте поэмы Физули «Лейли и Меджнун», считается одной из лучших романических поэм в средневековой поэзии, созданных на азербайджанском языке. До нас дошло также незначительное количество лирических стихотворений на фарси.
Также Месихи был придворным лекарем Шаха Аббаса Сефеви в Исфахане. Однако, после возникших между ними разногласий, Месихи переехал в Агру (Индия), где прожил 20 лет и был придворным лекарем Султана Акбара и Султана Джахангира из династии Великих Моголов. Месихи является также автором труда по медицине «Забитат аль-Аладж» («Правила лечения»).
Скончался Месихи в 1655 году (по другой версии — в 1656 году).